# Ljubovija
Ljubovija (v srbské cyrilici Љубовија) je město v srbském Podriní, na hranici s Bosnou a Hercegovinou. Podle údajů ze sčítání lidu z roku 2011 má 3 929 stálých obyvatel, počet obyvatel v průběhu posledních desetiletí neustále roste. Nadmořská výška obce je 174 m n. m.
Ljubovija administrativně spadá pod Mačvanský okruh. Je centrem stejnojmenné opštiny. Rozkládá se celkem 109 km jihozápadně od Bělehradu, 42 km jižně od Valjeva. Městem, které se rozkládá v údolí řeky Driny, prochází důležitý silniční tah z Loznice směrem k městu Bajina Bašta.